# عد تنازلي (مسلسل أمريكي)
عد تنازلي هو مسلسل أمريكي من نوع درامي-جريمة، من تأليف وإنتاج [ديريك هاس، وبطولة جنسن آكلز، عُرض لأول مرة على أمازون برايم فيديو في 25 يونيو 2025.

## الحبكة
بعد مقتل ضابط تابع وزارة الأمن الداخلي في وضح النهار، يتم ضم المحقق مارك ميتشام من شرطة لوس أنجلوس إلى قوة سرية تضم عملاء متنكرين من وكالات مختلفة لتتبع القاتل. لكنهم يكتشفون مؤامرة أعمق مما توقعوا، وتبدأ سباق محموم لحماية المدينة.

## طاقم العمل

### رئيسي
- جينسن آكلز في دور مارك ميتشام
- جيسيكا كاماتشو في دور أمبر أوليفيراس
- فيوليت بين في دور إيفان شيبرد
- اليوت نايت في دور كيونتي بيل
- ألي لاتوكيفو في دور لوكاس فيناو
- إيريك داين في دور ناثان بليث

### متكرر
- ميريك مكارثا في دور المدعي العام غرايسون فالويل
- جوناثان توغو في دور دامون درو

## الإنتاج
المسلسل المؤلف من 13 حلقة أنتجته Amazon MGM Studios. جينسن آكلز انضم إلى الطاقم في يونيو 2024، ثم التحق بهما إيريك داين وجيسيكا كاماتشو، وأُضيفوا في يوليو 2024: فيوليت بين، ألي لاتوكيفو، وإليوت نايت. بدأ التصوير في لوس أنجلوس سبتمبر 2024، وأعلنت طاقم العمل عن انتهاء التصوير في مارس 2025 :contentReference[oaicite:6]{index=6}.

## العرض
عُرضت أول 3 حلقات في 25 يونيو 2025، تليها حلقات جديدة كل أسبوع حتى 3 سبتمبر 2025. من المتوقع إعادة بث المسلسل على التلفزيون عام 2026.

## ردود الفعل
نسبة الموافقة على موقع Rotten Tomatoes بلغت 36% بناءً على 11 مراجعة، ومتوسط تقييم Metacritic هو 49 من 100 (اعتبرت "متوسطة") 

## وصلات خارجية
- Countdown على IMDb